# У-ди (Лю Сун)
(Лю-)Сунский У-ди (кит. трад. (劉)宋武帝), личное имя Лю Юй (кит. трад. 劉裕, 363—422) — полководец империи Цзинь, свергнувший правящую династию и севший на трон сам, в результате чего на месте империи Цзинь появилась империя Сун (чтобы отличать от прочих государств с названием «Сун», в исторических работах к ней добавляют фамилию правящей династии, и называют Лю Сун).

## Биография

### Молодые годы и карьера в армии
Утверждается, что Лю Цяо (отец Лю Юя) являлся потомком в 20-м поколении чуского князя Лю Цзяо — младшего брата основателя империи Хань Лю Бана. Лю Хунь (прадед Лю Юя) действительно жил в Пэнчэне (откуда был родом Лю Бан), однако впоследствии семья переехала на юг. В 360 году Лю Цяо женился на Чжао Аньцзун (дочери правителя округа), которая умерла вскоре после того, как у семейной пары в 363 году родился сын Юй. Так как они жили очень бедно, то Лю Цяо решил отказаться от сына. Услышав об этом, тётя Лю Юя, годом ранее родившая Лю Хуайцзина, пришла в дом Лю Цяо и, переведя Лю Хуайцзина на твёрдую пищу, стала выкармливать своим молоком Лю Юя. После этого Лю Цяо женился на Сяо Вэньшоу, которая родила ему ещё двух сыновей — Лю Даоляня и Лю Даогуя.
Лю Юй вырос сильным, но необразованным, и в итоге пошёл в армию. В конце IV века, когда империю сотрясали восстания, Лю Юй оказался в армии генерала Лю Лаочжи (фактически полностью контролировавшего провинцию Янчжоу, занимавшую земли современных провинций Цзянсу и Чжэцзян), где подружился с его сыном Лю Цзинсюанем. Благодаря личной храбрости и знакомству с Лю Цзинсюанем Лю Юй стал делать карьеру. Когда Сунь Энь, поднявший восстание против центральной власти, захватил всю Янчжоу и подошёл к столичному Цзянькану, Лю Лаочжи сумел в конце 399 года выбить Сунь Эня обратно на острова Чжоушань, но провинция Янчжоу оказалась разорена до основания. В 401 году Сунь Энь попытался атаковать вновь, но был отбит Лю Юем. За успехи в боях императорским указом Лю Юй был назначен главой округа Сяпэй.
В 401 году, опасаясь роста влияния генерала Хуань Сюаня, который контролировал уже две трети цзиньской территории, регент Сыма Юаньсянь объявил того предателем, и приказал атаковать его. Однако Лю Лаочжи не доверял Сыма Юаньсяню, и когда Хуань Сюань подошёл с армией к столице — обратил оружие против Сыма Юаньсяня. Хуань Сюань взял Цзянькан, казнил Сыма Юаньсяня, изгнал его отца Сыма Даоцзы, и стал контролировать всю империю. Лю Лаочжи попытался восстать, но его покинули его собственные офицеры, и он совершил самоубийство. Лю Юй вернулся в родной Цзинкоу и стал жить как частное лицо, к нему присоединился Хэ Уцзи (племянник Лю Лаочжи); Лю Цзинсюань бежал в государство Поздняя Цинь, а оттуда — в государство Южная Янь.
В 402 году, однако, Лю Юй снова оказался в армии, и воевал против Лу Сюня (племянника погибшего в бою Сунь Эня, возглавившего восставших после смерти дяди). В 403 году он стал генералом. Тем временем осенью 403 года Хуань Сюань принудил императора дать ему титул Чу-вана (楚王), а зимой вынудил издать указ о передаче ему трона, провозгласив создание нового государства Чу.

### Кампания против Хуань Сюаня
Изначально Хуань Сюаню рискнул противостоять только Мао Цюй — губернатор провинции Ичжоу (занимала территорию современных Сычуани и Чунцина), однако постепенно сформировался заговор с участием Лю Юя, и весной 404 года началось восстание. Лю Юй и Хэ Уцзи неожиданным ударом захватили Цзинкоу, где смогли привлечь на свою сторону опытного администратора Лю Мучжи. Лю Даогуй (сводный брат Лю Юя), Лю И и Мэн Чан убили Хуань Хуна (двоюродного брата Хуань Сюаня), возглавлявшего провинцию Цинчжоу. Однако восстания в провинции Юйчжоу и столичном Цзянькане провалились.
Лю Юй быстро двинулся на Цзянькан, сметая заслоны, которыми Хуань Сюань пытался его остановить, и тот, взяв с собой свергнутого императора, бежал на запад, в свой старый оплот — Цзянлин. Заняв оставленный противником Цзянькан, Лю Юй провозгласил восстановление империи Цзинь. Оставив административные дела империи на Лю Мучжи, Лю Юй двинулся вдогонку за Хуань Сюанем. Хуань Сюань был убит, а Ван Канчань и Ван Тэнчжи вновь провозгласили в Цзянлине свергнутого Хуань Сюанем Сыма Дэцзуна императором. Однако вскоре Хуань Чжэнь — племянник Хуань Сюаня — неожиданно захватил Цзянлин и взял Сыма Дэцзуна в заложники, продолжая, однако, почитать его как императора. Весной 405 года Лю Юй взял Цзянлин, и Хуань Чжэнь бежал. Император был возвращён в столицу Цзянькан, однако вся власть теперь перешла к Лю Юю.

### Регентство
Хотя Лю Юй хотел занять трон сам, он извлёк урок из ошибок Хуань Сюаня, и решил сначала укрепить личную власть, тем более, что пока что он был вынужден опираться на коалицию военных и гражданских чиновников.
Весной 405 года восстали солдаты генерала Мао Цюя. Мао Цюй был убит, а возглавивший бунтовщиков Цяо Цзун захватил Чэнду и провозгласил там государство Западная Шу. Лю Юй тем временем постарался заключить мир с Лу Сюнем (успевшим за время войны против Хуань Сюаня захватить земли на территории современной провинции Гуандун), назначив его губернатором провинции Гуанчжоу (занимала территории современных Гуандуна и Гуанси). В 407 году Лю Юй отправил войска против Западной Шу, но этот поход окончился неудачей.
В 409 году на северные границы Цзинь напала Южная Янь. Лю Юй нанёс контрудар, и весной 410 года захватил столицу Южной Янь, уничтожив это государство. Однако за время его отсутствия на юге восстали Лу Сюнь и Сюй Даофу, и Лю Юй был вынужден срочно вернуться туда; подавление восстания затянулось до 411 года. После этого он вновь обратил своё внимание на внешнюю экспансию, и в 413 году цзиньскими войсками была вновь завоёвана Западная Шу. В 416 году началось крупное наступление на государство Поздняя Цинь, и к весне 417 года это государство также было уничтожено. После этого, вместо того, чтобы продолжать экспансию, Лю Юй решил захватить трон империи и вернулся в Цзянькан.
В 418 году император предложил Лю Юю титул Сун-ван, но Лю Юй публично отклонил его. Лю Юй предпринял несколько попыток убить императора, но Сыма Дэвэнь тщательно опекал своего старшего брата, и несколько попыток отравления провалились. Лишь когда в районе празднования нового года Сыма Дэвэнь заболел, и находился у себя дома, Ван Шаочжи смог проникнуть в императорские покои, и задушить императора. Сыма Дэвэнь был возведён на трон как император Гун-ди.
Лю Юю, носившему до этого титул Сун-гун (宋公), был дарован новым императором титул Сун-ван (宋王), который на этот раз был им принят, а в 420 году, император был вынужден издать указ о своём отречении от престола и о передаче трона Лю Юю. Лю Юй объявил о создании вместо империи Цзинь нового государства — империи Сун.

### Правление
Взойдя на трон, Лю Юй даровал отрёкшемуся императору титул Линлин-ван (零陵王), и поселил во дворце неподалёку от столичного Цзянькана. Свою мачеху Лю Юй провозгласил вдовствующей императрицей, братьям, сыновьям и племянникам раздал титулы. Осенью 420 года он объявил своего старшего сына Лю Ифу наследником престола.
Опасаясь, что отрёкшийся император может стать угрозой его правлению, Лю Юй отправил Чжан Вэя, чтобы тот отравил бывшего императора, но Чжан Вэй предпочёл выпить отравленное вино сам. Братьям жены отрёкшегося императора было приказано отравить всех сыновей, которые будут рождаться у бывшей императорской четы. Опасаясь за свою жизнь отрёкшийся император и его жена готовили себе сами из лично приобретаемых продуктов. Осенью 421 года посланная Лю Юем группа военных явилась к Линлин-вану, пока его жена принимала своих братьев в другом доме, и приказала ему принять яд. Тот отказался, заявив, что буддизм не одобряет самоубийств, и тогда солдаты его задушили. Он был похоронен с императорскими почестями.
В 422 году, узнав от Се Хуэя, что наследник престола Лю Ифу часто проводит время с недостойными людьми, Лю Юй решил сделать наследником престола своего второго сына Лю Ичжэня. Однако после встречи с Лю Ичжэнем Се Хуэй пришёл к выводу, что тот ещё хуже, чем Лю Ифу, и Лю Юй не стал менять порядок наследования.
Летом 422 года Лю Юй сильно заболел, и так как наследник престола был ещё несовершеннолетним, доверил его попечению Сюй Сяньчжи, Фу Ляна, Се Хуэя и Тань Даоцзи. Вскоре император скончался, и Лю Ифу унаследовал трон.

## Девизы правления
- Юнчу (永初) 420—422